# Rosetta@home
Rosetta@home é um projeto de computação distribuída, baseado na oferta voluntária de recursos de processamento de pessoas de todo o mundo, para determinar as formas 3-dimensionais de proteínas na pesquisa que podem levar a encontrar curas para algumas das principais doenças humanas'   Este projecto utiliza o sistema BOINC.